# Pseudodistoma antinboja
Pseudodistoma antinboja är en sjöpungsart som beskrevs av Takasi Tokioka 1949. Pseudodistoma antinboja ingår i släktet Pseudodistoma och familjen Pseudodistomidae. Inga underarter finns listade i Catalogue of Life.